# Distretto di Na Duang
Il distretto di Na Duang (in thailandese: นาด้วง) è un distretto (amphoe) della Thailandia, situato nella provincia di Loei.